# Pallavolo ai I Giochi panamericani giovanili - Torneo maschile
Il torneo maschile di pallavolo ai I Giochi panamericani giovanili si è svolto dal 26 al 30 novembre 2021 a Cali, in Colombia: al torneo hanno partecipato otto squadre nazionali under 23 nordamericane e sudamericane e la vittoria finale è andata per la prima volta al Brasile.

## Impianti
|                                                                         |  |  |
|                                                                         |  |  |
| Coliseo Evangelista Mora Città: Cali Capienza: 3 340 Anno d'apertura: - |  |  |

## Regolamento

### Formula
Le squadre hanno disputato una prima fase a gironi con formula del girone all'italiana; al termine della prima fase:
- Le prime due classificate di ciascun girone hanno avuto accesso alla fase finale, strutturata in semifinali e finali, con incroci basati sul posizionamento alla fase a gironi.
- Le terze classificate hanno avuto accesso alla finale per il quinto posto.
- Le quarte classificate hanno avuto accesso alla finale per il settimo posto.

### Criteri di classifica
Se il risultato finale è stato di 3-0 sono stati assegnati 5 punti alla squadra vincente e 0 a quella sconfitta, se il risultato finale è stato di 3-1 sono stati assegnati 4 punti alla squadra vincente e 1 a quella sconfitta, se il risultato finale è stato di 3-2 sono stati assegnati 3 punti alla squadra vincente e 2 a quella sconfitta.
L'ordine del posizionamento in classifica è stato definito in base a:
- Numero di partite vinte;
- Punti;
- Ratio dei set vinti/persi;
- Ratio dei punti realizzati/subiti;
- Risultati degli scontri diretti.

## Squadre partecipanti
| Squadra         | Qualificazione                           | Ultima partecipazione |
| --------------- | ---------------------------------------- | --------------------- |
| Argentina       | Ranking CSV                              | Debutto               |
| Brasile         | Ranking CSV                              | Debutto               |
| Cile            | Ranking CSV                              | Debutto               |
| Colombia        | Paese organizzatore                      | Debutto               |
| Guatemala       | 4ª alla Coppa panamericana under 23 2021 | Debutto               |
| Messico         | 1ª alla Coppa panamericana Under 23 2021 | Debutto               |
| Porto Rico      | 2ª alla Coppa panamericana under 23 2021 | Debutto               |
| Rep. Dominicana | 3ª alla Coppa panamericana under 23 2021 | Debutto               |

## Torneo

### Fase a gironi
| Girone A   | Girone B        |
| ---------- | --------------- |
| Argentina  | Brasile         |
| Colombia   | Cile            |
| Guatemala  | Messico         |
| Porto Rico | Rep. Dominicana |

#### Girone A

##### Risultati
| 26 novembre 2021 Coliseo Evangelista Mora, Cali Durata: 1h54: - Spettatori: 400   | Porto Rico | 1 - 3 | Argentina  | 25-19, 21-25, 21-25, 21-25        |
| 26 novembre 2021 Coliseo Evangelista Mora, Cali Durata: 1h:18 - Spettatori: 800   | Colombia   | 3 - 0 | Guatemala  | 25-20, 25-16, 25-14               |
| 27 novembre 2021 Coliseo Evangelista Mora, Cali Durata: 1h:30 - Spettatori: 700   | Porto Rico | 3 - 0 | Guatemala  | 25-17, 25-17, 26-24               |
| 27 novembre 2021 Coliseo Evangelista Mora, Cali Durata: 2h:27 - Spettatori: 2 500 | Colombia   | 2 - 3 | Argentina  | 25-21, 15-25, 25-22, 22-25, 11-15 |
| 28 novembre 2021 Coliseo Evangelista Mora, Cali Durata: 1h:16 - Spettatori: 600   | Argentina  | 3 - 0 | Guatemala  | 25-13, 25-12, 25-15               |
| 28 novembre 2021 Coliseo Evangelista Mora, Cali Durata: 2h:23 - Spettatori: 2 600 | Colombia   | 3 - 2 | Porto Rico | 20-25, 25-22, 25-23, 22-25, 15-7  |

##### Classifica
| Pos | Squadra    | Pt | G | V | P | SV | SP | Ratio | PF  | PS  | Ratio |
| --- | ---------- | -- | - | - | - | -- | -- | ----- | --- | --- | ----- |
| 1   | Argentina  | 12 | 3 | 3 | 0 | 9  | 3  | MAX   | 277 | 226 | 1,225 |
| 2   | Colombia   | 10 | 3 | 2 | 1 | 5  | 3  | 1,666 | 173 | 158 | 1,094 |
| 3   | Porto Rico | 8  | 3 | 1 | 2 | 4  | 3  | 1,333 | 164 | 152 | 1,078 |
| 4   | Guatemala  | 0  | 3 | 0 | 3 | 0  | 9  | 0,000 | 148 | 226 | 0,654 |

#### Girone B

##### Risultati
| 26 novembre 2021 Coliseo Evangelista Mora, Cali Durata: 1h:31 - Spettatori: 100 | Brasile         | 3 - 0 | Rep. Dominicana | 25-21, 25-19, 25-16               |
| 26 novembre 2021 Coliseo Evangelista Mora, Cali Durata: 1h:30 - Spettatori: 100 | Messico         | 3 - 0 | Cile            | 25-22, 25-20, 25-17               |
| 27 novembre 2021 Coliseo Evangelista Mora, Cali Durata: 1h:34 - Spettatori: 235 | Brasile         | 3 - 0 | Cile            | 25-20, 25-22, 25-23               |
| 27 novembre 2021 Coliseo Evangelista Mora, Cali Durata: 2h:20 - Spettatori: 400 | Messico         | 3 - 2 | Rep. Dominicana | 25-19, 25-18, 23-25, 18-25, 16-14 |
| 28 novembre 2021 Coliseo Evangelista Mora, Cali Durata: 2h:45 - Spettatori: 150 | Rep. Dominicana | 3 - 2 | Cile            | 22-25, 26-28, 25-22, 25-21, 15-12 |
| 28 novembre 2021 Coliseo Evangelista Mora, Cali Durata: 2h:20 - Spettatori: 400 | Messico         | 2 - 3 | Brasile         | 25-19, 15-25, 23-25, 25-23, 7-15  |

##### Classifica
| Pos | Squadra         | Pt | G | V | P | SV | SP | Ratio | PF  | PS  | Ratio |
| --- | --------------- | -- | - | - | - | -- | -- | ----- | --- | --- | ----- |
| 1   | Brasile         | 13 | 3 | 3 | 0 | 9  | 2  | 4,500 | 257 | 216 | 1,189 |
| 2   | Messico         | 10 | 3 | 2 | 1 | 8  | 5  | 1,600 | 277 | 267 | 1,037 |
| 3   | Rep. Dominicana | 5  | 3 | 1 | 2 | 5  | 8  | 0,625 | 270 | 290 | 0,931 |
| 4   | Cile            | 2  | 3 | 0 | 3 | 2  | 9  | 0,222 | 232 | 263 | 0,882 |

### Fase finale
|  | Semifinali | Semifinali | Semifinali |         |         | Finale          | Finale          | Finale          |  |
|  |            |            |            |         |         |                 |                 |                 |  |
|  | Argentina  | Argentina  | 2          |         |         |                 |                 |                 |  |
|  | Argentina  | Argentina  | 2          |         |         |                 |                 |                 |  |
|  | Messico    | Messico    | 3          |         |         |                 |                 |                 |  |
|  | Messico    | Messico    | 3          |         | Brasile | Brasile         | 3               |                 |  |
|  |            |            |            |         | Brasile | Brasile         | 3               |                 |  |
|  |            |            | Messico    | Messico | 0       |                 |                 |                 |  |
|  | Brasile    | Brasile    | Messico    | Messico | 0       | 3               |                 |                 |  |
|  | Brasile    | Brasile    |            |         |         | 3               |                 |                 |  |
|  | Colombia   | Colombia   | 0          |         |         | Finale 3º posto | Finale 3º posto | Finale 3º posto |  |
|  | Colombia   | Colombia   | 0          |         |         |                 |                 |                 |  |
|  |            |            |            |         |         |                 |                 |                 |  |
|  |            |            |            |         |         | Argentina       | Argentina       | 3               |  |
|  |            |            |            |         |         | Argentina       | Argentina       | 3               |  |
|  |            |            |            |         |         | Colombia        | Colombia        | 1               |  |

#### Finale 7º posto
| 29 novembre 2021 Coliseo Evangelista Mora, Cali Durata: 1h:32 - Spettatori: 100 | Guatemala | 0 - 3 | Cile | 24-26, 20-25, 16-25 |

#### Finale 5º posto
| 29 novembre 2021 Coliseo Evangelista Mora, Cali Durata: 2h:03 - Spettatori: 100 | Porto Rico | 1 - 3 | Rep. Dominicana | 24-26, 25-22, 21-25, 16-25 |

#### Semifinali
| 29 novembre 2021 Coliseo Evangelista Mora, Cali Durata: 2h:17 - Spettatori: 700   | Argentina | 2 - 3 | Messico  | 21-25, 26-24, 22-25, 25-23, 13-15 |
| 29 novembre 2021 Coliseo Evangelista Mora, Cali Durata: 1h:37 - Spettatori: 1 900 | Brasile   | 3 - 0 | Colombia | 25-15, 28-26, 25-15               |

#### Finale 3º posto
| 30 novembre 2021 Coliseo Evangelista Mora, Cali Durata: 1h:55 - Spettatori: 1 100 | Colombia | 1 - 3 | Argentina | 25-23, 22-25, 21-25, 17-25 |

#### Finale
| 30 novembre 2021 Coliseo Evangelista Mora, Cali Durata: 1h:32 - Spettatori: 3 000 | Brasile | 3 - 0 | Messico | 25-17, 25-21, 25-20 |

## Classifica finale
| Pos     | Squadra         | Rosa |
| ------- | --------------- | --- |
| Oro     | Brasile         | Formazione: 3 Orlando, 5 da Paz, 6 Cavalcante, 7 Yudi, 8 Alexandre, 10 Figueiredo, 11 Franck, 14 França, 15 Souza, 18 Gama, 19 Carraro, 20 Santos, CT: Dal Zotto |
| Argento | Messico         | Formazione: 1 Bravo, 5 Cabrera, 6 López, 7 González, 9 Téllez, 10 Sanay, 11 Sandoval, 12 Mendoza, 13 Zambrano, 17 Parra, 18 Aguirre, 19 L. Hernández, CT: Azair  |
| Bronzo  | Argentina       | Formazione: 1 Nieto, 2 Gaiottino, 3 Malaber, 4 Vázquez, 5 Richards, 6 Gazaba, 7 Rojas, 8 Turcitu, 9 Nacht, 10 Zelayeta, 11 García, 12 Salazar, CT: Rico          |
| 4       | Colombia        | Formazione: 2 D. Medina, 4 O. Medina, 5 Contreras, 6 Llanos, 7 Aponzá, 9 Caicedo, 10 Estupiñan, 11 Rivas, 14 Murillo, 16 Ríos, 17 Martínez, 19 Mesa, CT: Sevilla |
| 5       | Rep. Dominicana | Formazione: 1 Reynoso, 2 Rosario, 5 Florián, 6 Méndez, 7 Turbides, 8 Capellan, 12 Almonte, 13 Matos, 14 Ramírez, 16 Solimán, 18 Ortiz, 19 Féliz, CT: Gutiérrez   |
| 6       | Porto Rico      | Formazione: 2 Molina, 3 Hernández, 4 Ellis, 5 Varela, 6 Torres, 7 Meléndez, 8 S. Negrón, 9 D. Negrón, 11 Hoyos, 12 Elías, 13 Rosado, 18 Nido, CT: de Jesús       |
| 7       | Cile            | Formazione: 1 Collao, 2 Ibarra, 3 Quintero, 4 Gutiérrez, 6 Valenzuela, 7 Derpich, 9 Orrego, 10 Mardones, 13 Lavín, 15 Fuentes, 17 Bravo, 23 Araya, CT: Nejamkin  |
| 8       | Guatemala       | Formazione: 1 Gamboa, 2 Rivas, 3 Caballeros, 4 Ramos, 6 Lucero, 7 Pérez, 8 Ralón, 11 González, 12 Nájera, 15 Hernández, 19 Carrillo, 20 Maldonado, CT: Lucas     |

|  |  | Qualificata ai XIX Giochi panamericani |

## Premi individuali
| Premio                | Nome               | Squadra   |
| --------------------- | ------------------ | --------- |
| MVP                   | Adriano Cavalcante | Brasile   |
| Miglior realizzatore  | Léiner Aponzá      | Colombia  |
| Miglior servizio      | Adriano Cavalcante | Brasile   |
| Miglior difesa        | Marcos Richards    | Argentina |
| Miglior ricevitore    | Giuliano Turcitu   | Argentina |
| Miglior palleggiatore | Gustavo Orlando    | Brasile   |
| Miglior opposto       | Diego González     | Messico   |
| Miglior schiacciatore | Mauro Zelayeta     | Argentina |
| Miglior schiacciatore | Adriano Cavalcante | Brasile   |
| Miglior centrale      | Pietro Santos      | Brasile   |
| Miglior centrale      | Víctor Parra       | Messico   |
| Miglior libero        | Roosvuelt Ríos     | Colombia  |